# Columbimorphae
Columbimorphae es un clado de aves descubierto a partir de análisis genómicos que incluyen aves de los grupos Columbiformes (palomas), Pterocliformes (gangas) y Mesitornithiformes (mesitos). Este grupo fue definido en el PhyloCode por George Sangster y colaboradores en el 2022 como "el grupo terminal menos inclusivo que contiene a Columba oenas, Mesitornis variegatus y Pterocles alchata". Análisis previos también habían recuperado a esta agrupación, aunque las relaciones exactas diferían. Algunos estudios indicaban que las gangas eran el grupo hermano de las palomas (la clasificación tradicional) mientras que otros estudios favorecían un agrupamiento entre los mesitos y las gangas como linajes hermanos. Este grupo fue denominado por George Sangster y colaboradores en el 2022 como el clade Pteroclimesites y definido en el PhyloCode como "el grupo terminal menos inclusivo que contiene a Mesitornis variegatus y Pterocles alchata".
|                 | Columbiformes                                                         |
|                 |                                                                       |
| Pteroclimesites | \| \| Pterocliformes \| \| \| \| \| \| Mesitornithiformes \| \| \| \| |
|                 | \| \| Pterocliformes \| \| \| \| \| \| Mesitornithiformes \| \| \| \| |
|                 | Pterocliformes                                                        |
|                 |                                                                       |
|                 | Mesitornithiformes                                                    |
|                 |                                                                       |

|  | Pterocliformes     |
|  |                    |
|  | Mesitornithiformes |
|  |                    |

En el 2020 Heiner Kuhl y colaboradores llevaron a cabo un análisis molecular de 429 especies and 379 géneros de aves, encontrando que los cucos podrían ser el grupo hermano de las palomas dentro de Columbimorphae.
|  | Columbiformes |
|  |               |
|  | Cuculiformes  |
|  |               |

|  | Mesitornithiformes |
|  |                    |
|  | Pterocliformes     |
|  |                    |

|  | Columbiformes |
|  |               |
|  | Cuculiformes  |
|  |               |

|  | Mesitornithiformes |
|  |                    |
|  | Pterocliformes     |
|  |                    |

Esto va en contra de la mayor parte de los estudios que agrupan a los cucos junto a los turacos y las avutardas (como parte del clado Otidimorphae). Estos 6 órdenes de aves son en algunos estudios considerados como parte de Columbaves.